# Oscarsgalan 1999
Oscarsgalan 1999 var den 71:a upplagan av Academy Awards som belönade insatser inom film från 1998 och sändes från Dorothy Chandler Pavilion i Los Angeles den 21 mars 1999. Årets värd var Whoopi Goldberg för tredje gången. Första gången hon var värd för galan var 1994 och andra gången 1996.

## Vinnare och nominerade
Vinnarna listas i fetstil.
| Bästa film | Bästa regi |
| --- | --- |

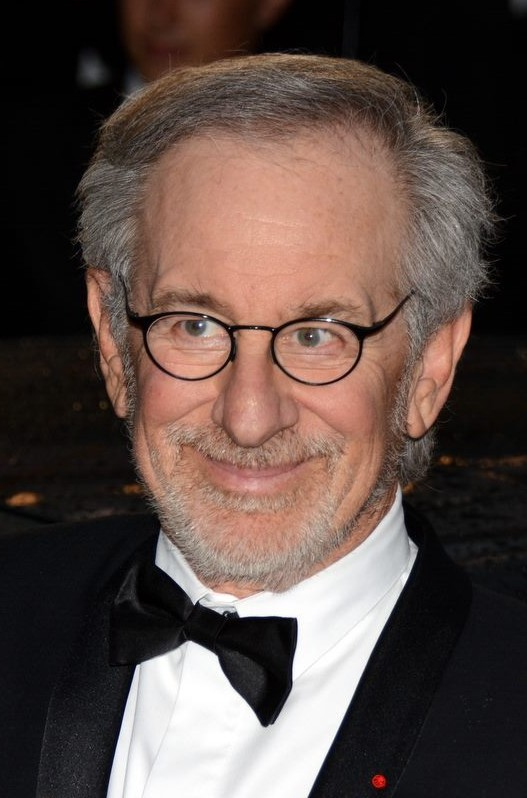
Steven Spielberg
Bästa regi

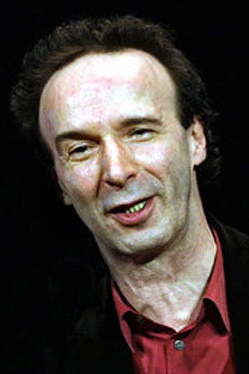
Roberto Benigni
Bästa manliga huvudroll

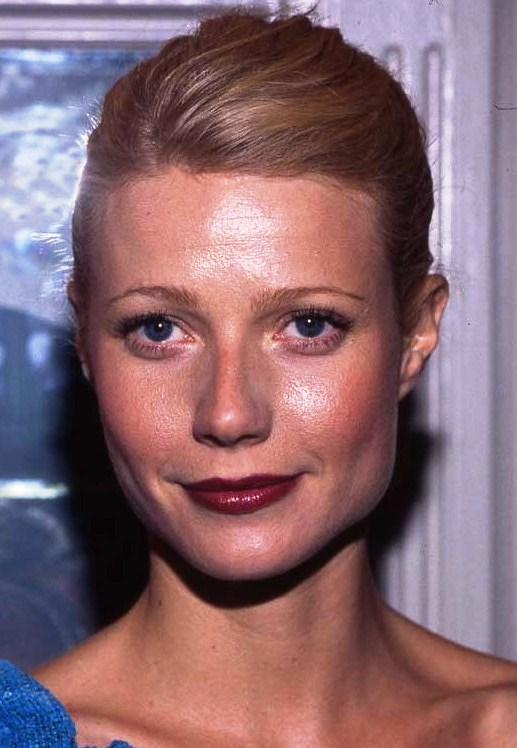
Gwyneth Paltrow
Bästa kvinnliga huvudroll

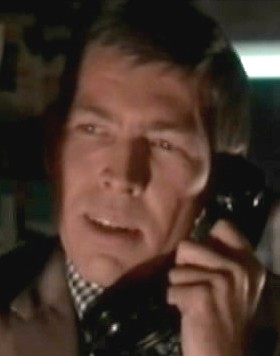
James Coburn
Bästa manliga biroll

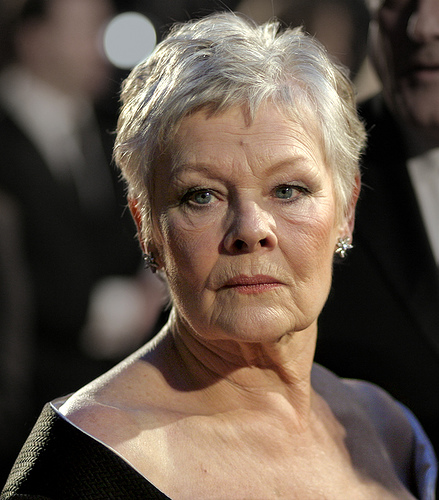
Judi Dench
Bästa kvinnliga biroll

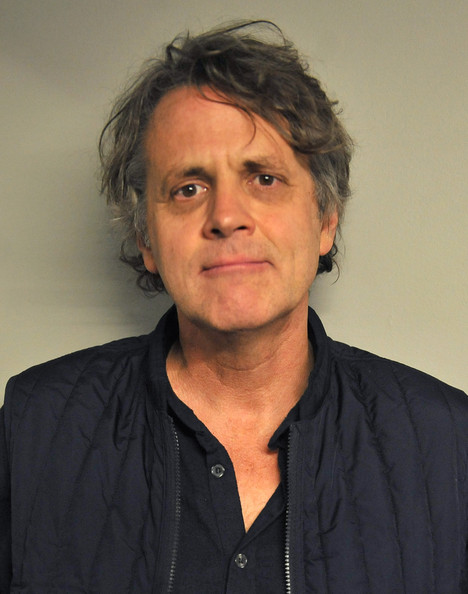
Chris Wedge
Bästa animerade kortfilm

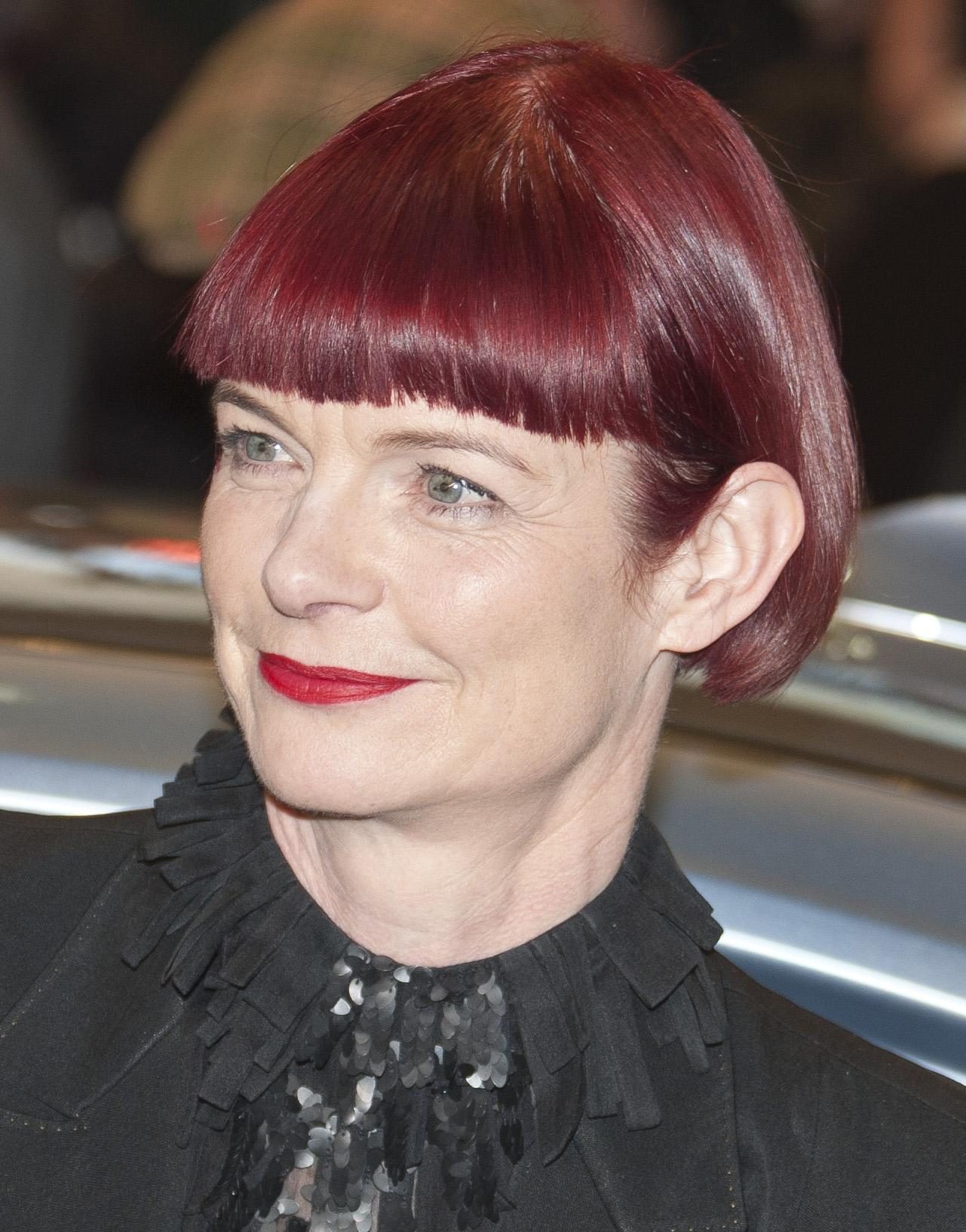
Sandy Powell
Bästa kostym

| - Shakespeare in Love – David Parfitt, Donna Gigliotti, Harvey Weinstein, Edward Zwick och Marc Norman - Elizabeth – Alison Owen, Eric Fellner och Tim Bevan - Livet är underbart – Elda Ferri och Gianluigi Braschi - Rädda menige Ryan – Steven Spielberg, Ian Bryce, Mark Gordon och Gary Levinsohn - Den tunna röda linjen – Robert Michael Geisler, John Roberdeau och Grant Hill | - Steven Spielberg – Rädda menige Ryan - Roberto Benigni – Livet är underbart - John Madden – Shakespeare in Love - Terrence Malick – Den tunna röda linjen - Peter Weir – Truman Show |
| Bästa manliga huvudroll | Bästa kvinnliga huvudroll |
| - Roberto Benigni – Livet är underbart - Tom Hanks – Rädda menige Ryan - Ian McKellen – Gods and Monsters - Nick Nolte – Ont blod - Edward Norton – American History X | - Gwyneth Paltrow – Shakespeare in Love - Cate Blanchett – Elizabeth - Fernanda Montenegro – Central do Brasil - Meryl Streep – One True Thing - Emily Watson – Hilary & Jackie |
| Bästa manliga biroll | Bästa kvinnliga biroll |
| - James Coburn – Ont blod - Robert Duvall – A Civil Action - Ed Harris – Truman Show - Geoffrey Rush – Shakespeare in Love - Billy Bob Thornton – En enkel plan | - Judi Dench – Shakespeare in Love - Kathy Bates – Spelets regler - Brenda Blethyn – Little Voice - Rachel Griffiths – Hilary & Jackie - Lynn Redgrave – Gods and Monsters |
| Bästa originalmanus | Bästa manus efter förlaga |
| - Shakespeare in Love – Marc Norman och Tom Stoppard - Bulworth – Warren Beatty och Jeremy Pikser - Livet är underbart – Vincenzo Cerami och Roberto Benigni - Rädda menige Ryan – Robert Rodat - Truman Show – Andrew Niccol | - Gods and Monsters – Bill Condon - Out of Sight – Scott Frank - Spelets regler – Elaine May - En enkel plan – Scott Smith - Den tunna röda linjen – Terrence Malick |
| Bästa icke-engelskspråkiga film | Bästa sång |
| - Livet är underbart (Italien) - Tango (Argentina) - El abuelo (Spanien) - Himlens barn (Iran) - Central do Brasil (Brasilien) | - "When You Believe" från Prinsen av Egypten – Musik och Text av Stephen Schwartz - "I Don't Want to Miss a Thing" från Armageddon – Musik och Text av Diane Warren - "The Prayer" från Det magiska svärdet - kampen om Camelot – Musik av Carole Bayer Sager och David Foster; Text av Carole Bayer Sager, David Foster, Tony Renis och Alberto Testa - "A Soft Place To Fall" från Mannen som kunde tala med hästar – Musik och Text av Allison Moorer och Gwil Owen - "That'll Do" från Babe – en gris kommer till stan – Musik och Text av Randy Newman |
| Bästa dokumentär | Bästa kortfilmsdokumentär |
| - The Last Days – James Moll och Ken Lipper - Regret to Inform – Barbara Sonneborn och Janet Cole - Dancemaker – Matthew Diamond och Jerry Kupfer - The Farm: Angola, USA – Jonathan Stack och Liz Garbus - Lenny Bruce: Swear to Tell the Truth – Robert B. Weide | - The Personals – Keiko Ibi - A Place in the Land – Charles Guggenheim - Sunrise Over Tiananmen Square – Shui-Bo Wang och Donald McWilliams |
| Bästa kortfilm | Bästa animerade kortfilm |
| - Valgaften – Kim Magnusson och Anders Thomas Jensen - Culture – Will Speck och Josh Gordon - Holiday Romance – Alexander Jovy - La carte postale – Vivian Goffette - Viktor – Simon Sandquist och Joel Bergvall | - Bunny – Chris Wedge - The Canterbury Tales – Christopher Grace och Jonathan Myerson - Jolly Roger – Mark Baker - More – Mark Osborne och Steve Kalafer - Når livet går sin vej – Karsten Kiilerich och Stefan Fjeldmark |
| Bästa filmmusik - drama | Bästa filmmusik - musikal eller komedi |
| - Livet är underbart – Nicola Piovani - Elizabeth – David Hirschfelder - Välkommen till Pleasantville – Randy Newman - Rädda menige Ryan – John Williams - Den tunna röda linjen – Hans Zimmer | - Shakespeare in Love – Stephen Warbeck - Ett småkryps liv – Randy Newman - Mulan – Matthew Wilder, David Zippel och Jerry Goldsmith - Patch Adams – Marc Shaiman - Prinsen av Egypten – Stephen Schwartz och Hans Zimmer |
| Bästa ljudredigering | Bästa ljud |
| - Rädda menige Ryan – Gary Rydstrom och Richard Hymns - Armageddon – George Watters II - Zorro – Den maskerade hämnaren – Dave McMoyler | - Rädda menige Ryan – Gary Rydstrom, Gary Summers, Andy Nelson och Ron Judkins - Armageddon – Kevin O'Connell, Greg P. Russell och Keith A. Wester - Zorro – Den maskerade hämnaren – Kevin O'Connell, Greg P. Russell och Pud Cusack - Shakespeare in Love – Robin O'Donoghue, Dominic Lester och Peter Glossop - Den tunna röda linjen – Andy Nelson, Anna Behlmer och Paul Brincat |
| Bästa scenografi | Bästa foto |
| - Shakespeare in Love – Martin Childs och Jill Quertier - Elizabeth – John Myhre och Peter Howitt - Välkommen till Pleasantville – Jeannine Oppewall och Jay Hart - Rädda menige Ryan – Thomas E. Sanders och Lisa Dean - Drömmarnas värld – Eugenio Zanetti och Cindy Carr | - Rädda menige Ryan – Janusz Kaminski - A Civil Action – Conrad L. Hall - Elizabeth – Remi Adefarasin - Shakespeare in Love – Richard Greatrex - Den tunna röda linjen – John Toll |
| Bästa smink | Bästa kostym |
| - Elizabeth – Jenny Shircore - Rädda menige Ryan – Lois Burwell, Conor O'Sullivan och Daniel C. Striepeke - Shakespeare in Love – Lisa Westcott och Veronica McAleer | - Shakespeare in Love – Sandy Powell - Älskade – Colleen Atwood - Elizabeth – Alexandra Byrne - Välkommen till Pleasantville – Judianna Makovsky - Velvet Goldmine – Sandy Powell |
| Bästa klippning | Bästa specialeffekter |
| - Rädda menige Ryan – Michael Kahn - Livet är underbart – Simona Paggi - Out of Sight – Anne V. Coates - Shakespeare in Love – David Gamble - Den tunna röda linjen – Billy Weber, Leslie Jones och Saar Klein | - Drömmarnas värld – Joel Hynek, Nicholas Brooks, Stuart Robertson och Kevin Scott Mack - Armageddon – Richard R. Hoover, Pat McClung och John Frazier - Joe jättegorillan – Rick Baker, Hoyt Yeatman, Allen Hall och Jim Mitchell |

### Heders-Oscar
- Elia Kazan

### Irving G. Thalberg Memorial Award
- Norman Jewison

### Filmer med flera nomineringar
- 13 nomineringar: Shakespeare in Love
- 11 nomineringar: Rädda menige Ryan
- 7 nomineringar: Den tunna röda linjen, Elizabeth och Livet är underbart
- 4 nomineringar: Armageddon
- 3 nomineringar: Gods and Monsters, Truman Show och Välkommen till Pleasantville
- 2 nomineringar: A Civil Action, Central do Brasil, Drömmarnas värld, En enkel plan, Hilary & Jackie, Ont blod, Out of Sight, Prinsen av Egypten, Spelets regler och Zorro – Den maskerade hämnaren

### Filmer med flera vinster
- 7 vinster: Shakespeare in Love
- 5 vinster: Rädda menige Ryan
- 3 vinster: Livet är underbart

### Sveriges bidrag
Sverige skickade in Fucking Åmål till galan som det svenska bidraget för priset i kategorin Bästa icke-engelskspråkiga film. Den blev inte nominerad.